# (278200) Olegpopov
(278200) Olegpopov est un astéroïde de la ceinture principale.

## Description
(278200) Olegpopov est un astéroïde de la ceinture principale. Il fut découvert le 11 mars 2007 à Wildberg par Rolf Apitzsch. Il présente une orbite caractérisée par un demi-grand axe de 3,03 UA, une excentricité de 0,14 et une inclinaison de 4,7° par rapport à l'écliptique.

## Compléments